# Maʿale Amos
Maʿale ʿAmos (hebräisch מַעֲלֶה עָמוֹס Maʿaleh ʿAmōs, deutsch ‚Anstieg des Amos‘) ist eine israelische Siedlung im Westjordanland mit 319 Einwohnern (2004).
1994 hatte Maale Amos 388 Einwohner. Die Siedlung wurde 1981 gegründet und liegt in der Region Gusch Etzion, südlich des palästinensischen Dorfs Kisan und der israelischen Militärbasis Iwei ha-Nachal, rund 14 Kilometer von der „grünen Linie“ entfernt. 1988 wurden dreißig Häuser in Kisan zerstört und für die Erweiterung der israelischen Siedlung Maale Amos wurde sukzessive Land des Dorfes enteignet.
Die meisten Bewohner von Maale Amos sind orthodoxe Juden, die aus den USA eingewandert sind. Der Ort wurde nach dem biblischen Propheten Amos benannt, der aus dem benachbarten Tekoa (Khirbet et-Teqūʿ) stammte.